# Silmäterä
Silmäterä ist ein finnischer Film von Jan Forsström aus dem Jahre 2013. Es ist der erste Film, bei dem Forsström selbst Regie führte, nachdem er zuvor bereits als Drehbuchautor auf sich aufmerksam gemacht hatte. Der Film handelt von der Mutterliebe und der Angst vor ausländischen Einflüssen aus einem Gefühl von Unsicherheit heraus und wurde von realen Ereignissen inspiriert. Die Produktionskosten betrugen 526.000 Euro.
Der Film wurde erstmals im Juni 2013 vorgestellt; im August 2013 nahm er am Internationalen Filmfest von Espoo teil. Im September 2013 kam er in die finnischen Kinos.
In Deutschland nahm der Film am Internationalen Filmfestival Mannheim-Heidelberg teil.

## Handlung
Die 25-jährige Marja ist alleinerziehende Mutter der 7-jährigen Julia. Marja ist Zeitungsausträgerin von Beruf, sodass sie nachts arbeitet, während ihre Tochter alleine bleibt und schläft; die Tage verbringt sie mit Julia. Marjas und Julias Leben beginnt, sich zu verändern, als zufällig Julias Vater Kamaran, den diese nicht kennt, Marja wiedererkennt und versucht, Kontakt mit den beiden aufzunehmen. Marja streitet die Vaterschaft ab, während Kamaran gemeinsam mit seiner Frau eine Beziehung zu Marja und insbesondere Julia herzustellen versucht.
Marja tut alles, um den Kontakt zu verhindern, und verliert sich immer mehr in der fixen Idee, ihre Tochter schützen zu müssen.
Als Marja schließlich ihre Nachbarin anschießt, mit der sie eigentlich befreundet ist, kommt sie zur Einsicht und geht mit Julia zur Polizei, der sie die Telefonnummer Kamarans gibt und darum bittet, ihr Julia wegzunehmen.